# Kuno di Urach
Kuno di Urach, o anche Kuno di Preneste o Conone (XI secolo – Palestrina, 9 agosto 1122), fu cardinale-vescovo di Palestrina (Preneste) e legato pontificio in Germania e Francia.
Era figlio del conte Egino II di Dettingen (†1105), della stirpe dei conti di Urach. Egli godette della fiducia dei papi Pasquale II (1099-1118), Gelasio II (1118-1119) e  Callisto II (1119-1124) e fu uno dei più influenti consiglieri del re di Francia Luigi VI (1108-1137).

## Biografia
Nel 1080 divenne cappellano di Guglielmo il Conquistatore in Inghilterra.
Verso il 1090 entrò in un eremo nella Piccardia, che nel 1097, con l'autorizzazione del vescovo di Arras, Lamberto, fu trasformato nell'Abbazia di Arrouaise. Qui, insieme a Eldemaro di Tournai e ad un laico di nome Ruggero fondò l'Ordine dei Canonici Regolari di Arrouaise per il quale, dopo l'approvazione del vescovo locale Lamberto, ottenne anche quella di papa Pasquale II.
Nel 1108 venne creato da papa Pasquale II cardinale-vescovo di Palestrina (ma la consacrazione ebbe luogo solo nel 1117). Dall'autunno del 1110 fu legato pontificio a Gerusalemme ove nel 1111 tenne un concilio. Tornato nello stesso anno a Roma, dal 1114 al 1121 fu nuovamente legato pontificio, questa volta in Francia ed in Germania. In questa veste seguì la controversia per le investiture fra il papato e l'imperatore Enrico V (1098-1125). Egli condusse i sinodi di Beauvais (1114), quello di Fritzlar, che nel 1118 confermò l'anatema contro Enrico V, quello di Gandersheim (luglio 1118, che dichiarò l'invalidità della nomina del vescovo di Hildesheim Bruning), il Concilio di Soissons del 1115, nel quale  fu condannata l'opera di Pietro Abelardo Theologia Summi Boni. De Unitate et Trinitate Divina, quello di Reims del medesimo anno e quello di Châlons-sur-Marne (luglio 1116) e diede ulteriore impulso all'attuazione della Riforma gregoriana.
Nel 1119 partecipò in Cluny al conclave che elesse papa Callisto II. Condusse ancora numerose trattative diplomatiche in tutta Europa finché, rientrato nella sede di Palestrina, morì.

## Genealogia episcopale e successione apostolica
La genealogia episcopale è:
- Cardinale Odon de Châtillon, O.S.B.Clun.
- Papa Pasquale II
- Cardinale Kuno di Urach

La successione apostolica è:
- Vescovo Théoger di San Giorgio (Theutger di Metz) (1118)